# Honda CB 400 Four
De Honda CB 400 F(our) is een motorfiets die Honda produceerde van 1975 tot 1977.

## Voorgeschiedenis
Honda had in 1969 de viercilinder Honda CB 750 geïntroduceerd. Dat was voor het eerst dat "gewone mensen" zich een viercilinder konden veroorloven. Bovendien was de machine modern, met een bovenliggende nokkenas, een startmotor en elektrische richtingaanwijzers. In 1971 volgde de CB 500 Four, in 1972 de CB 350 Four en in 1974 de Honda CB 550 Four. In 1975 begon Honda haar modellenlijn te moderniseren. Er kwamen sportievere versies van de viercilinders, minder kleurrijk, zonder al te veel biezen en met een vier-in-één-uitlaatsysteem. De eerste daarvan waren de sportversie van de CB 750, de CB 750 F1, de sportversie van de CB 550 Four, de CB 550 Four F en de sportversie van de CB 350 Four, de licht opgeboorde Honda CB 400 F. Honda R&D besteedde in die periode veel aandacht aan de ontwikkeling van auto's, maar moest toch iets doen om de sterk opkomende Japanse concurrentie het hoofd te bieden. Kawasaki had de Z 400 uitgebracht, weliswaar een tweecilinder, maar met een vermogen van 36 pk. Suzuki en Yamaha produceerden voornamelijk tweetaktmotoren, maar Yamaha had al de XS 500-viertakt op de markt gebracht. 
| De sportieve lijn van Honda uit 1975: CB 750 F1… |
| …CB 550 Four F…                                  |
| …en Honda CB 400 F…                              |

## 1975-1978, CB 400 F
In Europa werd de CB 400 F goed ontvangen vanwege de eenvoudige, sportieve lijnen, maar in de Verenigde Staten kozen sportieve rijders voor de tweetakten van Kawasaki en Yamaha. Omdat Amerikanen ook gevoeliger waren voor tweecilinders dan voor viercilinders, probeerde Honda dit op te lossen door in 1976 de tweecilinder Honda CB 400 T uit te brengen.

### Motor
De motor was een gemodificeerde Honda CB 350 Four, opgeboord tot 51 mm en met een andere cilinderkop om de compressieverhouding te verhogen. Het was een dwarsgeplaatste, luchtgekoelde viercilinderlijnmotor met een horizontaal deelbaar carter. Het cilinderblok bestond uit één geheel, net als de cilinderkop. De bovenliggende nokkenas werd aangedreven door een ketting tussen de middelste cilinders. De krukas en de drijfstangen draaiden in glijlagers. Op het linker uiteinde van de krukas zat de 12 volt dynamo en rechts de onderbrekerset met twee onderbrekers. De machine had vier desmodromisch bediende 20mm-dwarsstroomcarburateurs van Keihin. De startmotor lag achter de twee linker cilinders en dreef de krukas via een tandwieloverbrenging aan. Aan de voorkant van het carter zaten veel koelribben, ook op het ver vooruitstekende oliefilterhuis tussen de middelste cilinders. Vanwege dit oliefilterhuis moesten de linker uitlaten een scherpe knik maken om het filter koel en bereikbaar te houden. 

### Aandrijving
De primaire aandrijving geschiedde vanaf het midden van de krukas door middel van een morseketting. Die dreef de meervoudige natte platenkoppeling aan, waarin een transmissiedemper was verwerkt. Daarachter zat een zesversnellingsbak en het achterwiel werd aangedreven door een ketting. 

### Rijwielgedeelte
Zoals bij de lichtere Honda's gebruikelijk had de CB 400 Four een semi-dubbel wiegframe, waarbij onder het balhoofd slechts één buis zat, die zich voor het motorblok in tweeën splitste. Voor had de machine een telescoopvork, achter een swingarm met twee hydraulisch gedempte veer/demperelementen met buitenliggende, progressief gewikkelde schroefveren. De voorrem was een enkele schijfrem, waarvan de remklauw vóór de voorvork zat, maar aan de achterkant zat een afschermkapje om straatvuil en water uit de remklauw te houden. Achter zat een trommelrem.

### 1975, CB 400 F0
De CB 400 F0 werd geleverd in Light Ruby Red en in Varnish Blue. De benzinetank en de zijdeksels hadden de hoofdkleur. Op de tank stond het merk "Honda" en daaronder "Super Sport". Op de zijdeksels stond "400 Four". Bij deze eerste versie zaten de voetsteunen voor de duopassagier nog op de achterste swingarm, wat minder comfortabel was omdat de voeten en benen op die manier de veerbewegingen mee moesten maken. 

### 1976, CB 400 F0
Deze machine was identiek aan de F0, maar de zijdeksels waren zwart en de hoofdkleuren waren Light Ruby Red en Parakeet Yellow.

### 1977, CB 400 F1
Dit is het model dat special voor de Amerikaanse markt gemaakt werd en daar "CB 400 F1" heette. Het was comfortabel gemaakt voor langere rijders, met een hoger stuur en meer naar voren geplaatste voetsteunen voor de rijder. De machine werd geleverd in Candy Antares Red en Parakeet Yellow. Er verschenen biezen op de tank: goud en oranje op de rode machine en zwart met rood op de gele machine. De tankdop was verzonken onder een afsluitbaar klepje. In Europa werd de F1 ook aangeboden, maar met het originele stuur en de originele voetsteunen. 

### 1978, CB 400 F2
Ook de CB 400 F2 was Candy Antares Red of Parakeet Yellow, maar de biezen waren goudkleurig op de rode en zwart op de gele machine. De duovoetsteunen werd op een aparte beugel gemonteerd om het comfort te vergroten.